# Großsteingräber bei Goosefeld
Die Großsteingräber bei Goosefeld sind fünf megalithische Grabanlagen der jungsteinzeitlichen Trichterbecherkultur bei Goosefeld im Kreis Rendsburg-Eckernförde in Schleswig-Holstein. Die seit langem bekannten Gräber 1–4 tragen die Sprockhoff-Nummern 75–78. Ein fünftes Grab wurde 2020 entdeckt.

## Lage
- Karte mit allen Koordinaten:
- OSM |
- WikiMap

Die Gräber bilden keine zusammenhängende Gruppe. Grab 1 liegt westlich von Goosefeld, am Westrand der B 203 auf einer Wiese. Grab 2 liegt östlich des Orts und 980 m ostsüdöstlich von Grab 1 auf einem Feld. Grab 3 liegt 1 km südsüdwestlich von Grab 2 und westlich von Lehmsiek, direkt an einem Feldweg. Grab 4 liegt 760 m südsüdöstlich von Grab 2 und nördlich von Lehmsiek auf einer Wiese. Der ursprüngliche Standort von Grab 5 befindet sich 200 m nördlich von Grab 1; es wurde in die Nähe von Grab 1 ungesetzt.
770 m südsüdwestlich von Grab 3 liegt das Großsteingrab Groß Wittensee.

## Forschungsgeschichte
Am 16. August 1933 wurden die Gräber 1–4 von Ernst Sprockhoff für seinen Atlas der Megalithgräber Deutschlands aufgenommen.
Eine weitere Dokumentation erfolgte im Zuge der archäologischen Landesaufnahme Schleswig-Holsteins. Um 1987 führte Hans Hingst in mindestens zwei der Gräber (Nummer 1 und 3) Ausgrabungen durch.
Die Reste von Grab 5 wurden 2020 entdeckt, als westlich von Goosefeld mit dem Bau eines Gewerbegebiets begonnen wurde. Im Herbst 2021 wurde die Anlage unter Leitung von Ringo Klooß archäologisch untersucht. Im Dezember 2023 wurde etwas südlich des ursprünglichen Standorts mit der Rekonstruktion des Grabes begonnen. Zunächst wurden die Findlinge aufgerichtet, im Frühling 2024 wurde das Zwickelmauerwerk eingefügt.
Für die Gräber existieren unterschiedliche Nummerierungssysteme:
| Sprockhoff         | Landesaufnahme  | Denkmal-ID           |
| ------------------ | --------------- | -------------------- |
| Goosefeld I (75)   | Goosefeld LA 35 | aKD-ALSH-Nr. 003 308 |
| Goosefeld II (76)  |                 | aKD-ALSH-Nr. 003 305 |
| Goosefeld III (77) |                 | aKD-ALSH-Nr. 003 307 |
| Goosefeld IV (78)  |                 | aKD-ALSH-Nr. 003 304 |

## Beschreibung

### Grab 1

#### Architektur
Von dieser Anlage sind noch Reste einer nordost-südwestlich orientierten Grabkammer erhalten. Sprockhoff fand bei seiner Aufnahme acht Steine vor, aus denen er keine Rückschlüsse auf die genauen Maße und den Typ der Kammer ziehen konnte. Hingsts Untersuchung ergab, dass es sich um ein Ganggrab mit einer inneren Länge von 5,75 m und einer inneren Breite von 1,5 m handelte. Erhalten ist noch der südwestliche Teil der Kammer mit dem Abschlussstein und den angrenzenden drei Wandpaaren an den Langseiten. An der südöstlichen Langseite markiert zudem ein Schwellenstein den ursprünglichen Zugang zur Kammer. Die Wandsteine im Nordostteil der Kammer sowie sämtliche Decksteine fehlen. Im Inneren der Kammer sind noch Reste des Bodenpflasters erhalten. Vor dem Eingang wurden noch Standspuren von drei Gangsteinen gefunden.
Die Kammer war ursprünglich von einer heute völlig abgetragenen Hügelschüttung umhüllt, die von einem Steinkreis begrenzt war.

#### Funde
Aus der ursprünglichen trichterbecherzeitlichen Nutzungsphase wurden an Grabbeigaben noch Bernstein-Artefakte und eine Pfeilspitze gefunden. Aus einer Nachbestattung der endneolithischen Einzelgrabkultur (2850–2250 v. Chr.) stammen zwei Streitäxte und zwei Dechsel.

### Grab 2
Diese Anlage besitzt eine nord-südlich orientierte Grabkammer. Erhalten sind zwei Wandsteine an der östlichen und einer an der westlichen Langseite sowie ein Deckstein mit einer Länge von 1,9 m, einer Breite von 1,7 m und einer Dicke von 0,8 m. Die beiden Abschlusssteine an den Schmalseiten und ein zweiter Wandstein an der Westseite fehlen. Da die erhaltenen Wandsteine längs statt hochkant aufgestellt sind und die Kammer sich nach oben stark verengt, wurde sie von Ernst Sprockhoff als Urdolmen eingeordnet.

### Grab 3

#### Architektur
Diese Anlage besitzt ein nordwest-südöstlich orientiertes Hünenbett mit einer Länge von 41 m und einer Breite von 7 m. An den Langseiten und der südöstlichen Schmalseite sind noch mehrere Steine der Umfassung erhalten. Einer der Umfassungssteine weist mehrere Schälchen auf. Sprockhoff stellte bei seiner Dokumentation eine sichere und eine mögliche weitere, weitgehend in der Hügelschüttung verborgene Grabkammer fest. Hingst stellte bei seiner Untersuchung fest, dass das Hünenbett tatsächlich drei Grabkammern enthält. Die erste (Kammer A) befindet sich am nordwestlichen Ende des Betts. Es handelt sich um einen etwa nord-südlich orientierten Urdolmen mit je einem Abschlussstein an den Schmalseiten und zwei Wandsteinpaaren an den Langseiten. Von den ursprünglich zwei Decksteinen ist nur noch einer erhalten. In der Mitte des Betts befindet sich die Grabkammer B. Sie ist nordost-südwestlich orientiert und von Steinschlägern weitgehend zerstört. Es sind noch einige größere Steine in einer deutlichen Mulde erkennbar. Am Südostende des Betts befindet sich Grabkammer C. Auch sie ist nordost-südwestlich orientiert und von Steinschlägern weitgehend zerstört. Hier sind ebenfalls noch einige größere Steine in einer Mulde erkennbar. Aufgrund der Größe der Mulde schloss Sprockhoff, dass es sich bei dieser Kammer um einen erweiterten Dolmen handeln könnte.

#### Funde
In Kammer A wurden neun Bernstein-Perlen gefunden. In Kammer B konnten keine Beigaben mehr festgestellt werden. Aus Kammer C wurden ein Trichterbecher, vier Bernstein-Perlen und zwei Feuerstein-Beile geborgen.

### Grab 4

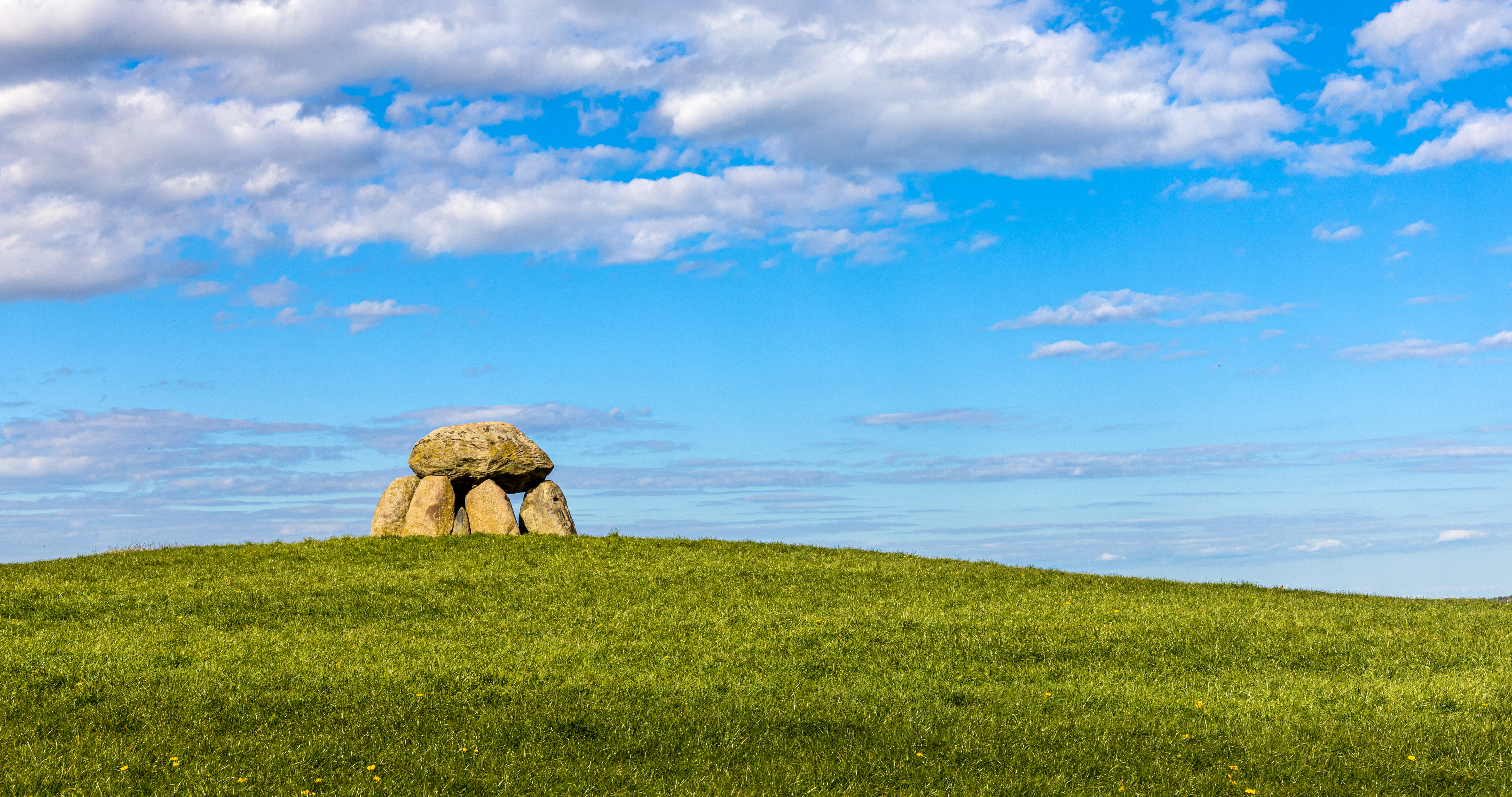
Grab 4

Diese Anlage besitzt eine ost-westlich orientierte Grabkammer, bei der es sich um den Rest eines erweiterten Dolmens oder eines Großdolmens handelt. Es sind noch zwei Wandsteine der nördlichen und einer der südlichen Langseite erhalten. Auf ihnen ruht ein Deckstein mit einer Länge von 2,5 m Länge, 2,2 m Breite und 1,1 m Dicke. Ein weiterer, im Osten liegender Stein lässt sich nicht sicher zuordnen. Die ursprüngliche Länge der Kammer lässt sich nicht sicher bestimmen.

### Grab 5

#### Architektur
Bei der Entdeckung von Grab 5 zeigte sich, dass die Anlage zwar eingeebnet worden war, sich aber immer noch in einem vergleichsweise guten Zustand befand, da die Steine nicht entfernt, sondern größtenteils an ihrem ursprünglichen Standort im Boden versenkt worden waren. Es wurden 13 Findlinge festgestellt, aus denen sich rekonstruieren ließ, dass es sich bei der Grabkammer um ein etwa ost-westlich orientiertes, leicht in den Boden eingetieftes Ganggrab mit einem polygonalen oder ovalen Grundriss handelte. Der Innendurchmesser der Kammer lag zwischen 2,5 m und 2,9 m. Die Kammer bestand aus neun Wandsteinen. Von den ursprünglich wohl drei Decksteinen ist nur noch einer erhalten. Er wurde östlich der Kammer gefunden. Bei zwei größeren Bruchstücken dürfte es sich um Reste der anderen Decksteine handeln. An der südlichen Langseite befand sich der Zugang zur Kammer. Ihm war ein Gang aus ursprünglich wohl zwei Wandsteinpaaren vorgelagert, von denen das innere Paar noch erhalten war, während von dem äußeren Paar nur noch die Standspuren festgestellt wurden. Zwischen Gang und Kammer befand sich ein Schwellenstein. Die Zwischenräume der Findlinge waren mit Trockenmauerwerk aus kleinen Steinplatten verfüllt.
Die Kammer war ursprünglich von einer runden Hügelschüttung mit einem Durchmesser von 12 m umhüllt. Der Hügel war von einem Kranz aus faust- bis kopfgroßen Steinen begrenzt. Viele dieser Steine oder deren Standspuren waren bei der Untersuchung noch vorhanden.

#### Funde
Aus der ursprünglichen trichterbecherzeitlichen Nutzungsphase wurden lediglich drei Keramikscherben gefunden. Ein Feuerstein-Beil stammt aus einer Nachbestattung der Einzelgrabkultur.